# Trévoux
Trévoux je naselje in občina v jugovzhodnem francoskem departmaju Ain regije Rona-Alpe. Leta 2004 je naselje imelo 6.852 prebivalcev.

## Geografija
Kraj se nahaja na levem bregu reke Saone v pokrajini Dombes 50 km jugozahodno od Bourga.

## Administracija
Trévoux je sedež istoimenskega kantona, v katerega so poleg njegove vključene še občine Lent, Montagnat, Montracol, Saint-André-sur-Vieux-Jonc, Saint-Just, Saint-Rémy in Servas z 12.200 prebivalci.
Kanton je sestavni del okrožja Bourg-en-Bresse.

## Zgodovina
Trévoux je bil nekdanje središče kneževine Dombes in  v letih 1697-1771 sedež njenega parlamenta. Od francoske revolucije do leta 1926 je bil podprefektura departmaja Ain.

## Zanimivosti
- Trdnjava Château de Trévoux iz 14. stoletja,
- Slovar iz Trévouxa je zgodovinsko delo, izdelano pod nadzorom jezuitov v letih 1704-1771, ki je združil povzetke francoskih slovarjev iz 17. stoletja.